# Жана дьо Бурбон (1338 – 1378)
Жана дьо Бурбон (на немски: Jeanne de Bourbon; * 3 февруари 1338, Замък Вaнсен; † 6 февруари 1378, Париж) от Династия Бурбони е съпруга на френския крал Шарл V и от 1364 до 1378 г. кралица на Франция.

## Произход
Тя е дъщеря на Пиер I дьо Бурбон (* 1311, † 1356), 2-ри херцог на Бурбон (1342 – 1356), граф на Клермон ан Бовези от 1341 г., граф на Л’Ил Журден и на Божоле, принц на Домб, виконт на Карла, на Мюра и на Шателро, господар на Шато Шинон, велик камерхер на Франция от 1342 г., френски принц и пълководец, и на съпругата му Изабела дьо Валоа (* 1313, † 1383), дъщеря на граф Шарл Валоа. Нейни кръстници са крал Жан II Добрият и Бона Люксембургска. По майчина линия е племенница на Филип VI дьо Валоа, бъдещ крал на Франция (1328 – 1350).
Има един брат и шест сестри:
- Луи II (* 1337, † 1410), 3-ти херцог на Бурбон от 1356 г., съпруг на Ана дьо Оверн (* 1358, † 1417), графиня на Форез и господарка на Меркер.
- Бланш (* 1338, † 1361), кралица на Кастилия и Леон като съпруга на Педро I Жестокия
- Бона (* 1340, † 1403), графиня на Савоя като съпруга на Амадей VI, Зеления граф
- Екатерина (* 1342, † 1427), съпруга на Жан VI, граф на Аркур и на Омал, барон на Елбьоф
- Маргарита (* 1344, † пр. 1416), съпруга на Арно-Аманийо д'Албре, господар нa Албре, виконт на Тартас, граф на Дрьо
- Изабела († 1345)
- Мария (* 1347, † 1401), приореса на Поаси (1364), игуменка на Поаси (1380).

## Биография
Жана дьо Бурбон е родена в Замъка Вaнсен две седмици след своя братовчед, бъдещият крал на Франция Шарл V Мъдри. И двете деца са кръстени в църквата в Монтрей в същия ден.
Жана се сгодява през 1349 г. и се омъжва на 8 април 1350 г., на 12-годишна възраст, за втория си братовчед по майчина линия, френският престолонаследник, 13-годишният Шарл V от Династия Валоа. Близкото им родство вероятно е причината за душевното заболяване на техния син и бъдещ крал (от 19 май 1364 г.) Шарл VI, който е наричан „Лудият“. Нейната зестра са 100 хил. флоринта.
На 18 години тя ражда първото си дете. След раждането на третото им дете Шарл има официална любовница – „красивата италианка“ Бета Касинел.
След коронясването на Жана и Шарл на 19 май 1364 г. двамата се събират, понеже отново има нужда от раждане на брачен престолонаследник. Шарл почита нейното мнение. Като кралица Жана ражда от юни 1366 г. още шест деца.
Според хронистът Жан Фроасар, докато Жана е в напреднала бременност с Катерина, тя пожелава да отиде на баня, но лекарите ѝ забраняват, защото смятат, че е твърде опасно. Жана не им обръща внимание. Скоро след това обаче тя започва да ражда и умира два дни след раждането, на 39 години. Крал Шарл V e много разстроен от смъртта ѝ. Кристина Пизанска пише за кралския траур: „Кралят бе много тъжен след смъртта на кралицата; въпреки голямата му смелост смъртта на Жана му причини толкова голяма болка и тя продължи толкова дълго, че хората никога повече не видяха такъв траур, тъй като те се обичаха с голяма любов.“

Нейното сърце е погребано в Манастира на кордиерите, а вътрешностите ѝ в Кралския некропол на селестинците в Париж. Останалата част от останките ѝ след това са погребани в Базилика „Сен Дени“ в Париж.

- Коронацията на кралица Жана
- Шарл V и Жана дьо Бурбон
- Кралица Жана и нейният съпруг крал Шарл V от Франция. Миниатюра от XIV век.
- Погребението на Жана
- Надгробни паметници на крал Шарл V и Жана

## Брак и потомство
∞ 8 април 1340 за братовчед си Шарл V Мъдри (* 21 януари 1338, † 16 септември 1380), син на краля на Франция Жан II Добри и Бона Люксембургска, от когото има 10 деца (от които само двама сина доживяват до зряла възраст):
- Жана Френска (* 1357; † 1360), починала в абатството Сен Антоан дьо Шан и погребана в църквата на абатството, в същата гробница като по-малката си сестра Бона, починала няколко дена по-късно;
- Жан Френски (* 1359; † 1364),
- Бона Френска (*/† 1360), погребана в църквата на абатството на Сен Антоан дьо Шан, в същата гробница като по-голямата ѝ сестра Жана. Главата на нейната лежаща фигура, единствената следа от гробницата, се съхранява в музея „Майер ван ден Берг“ в Анвер
- Жана (*/† 1366)
- Жан Френски (* 7 юни 1366, Вансен; † 21 декември 1366, пак там), дофин на Виеноа
- Шарл VI Лудия (* 3 декември 1368; † 21 октомври 1422), крал на Франция (1380)
- Мария (* 1370; † 1377), предоставена чрез договор 1373 и чрез брачен договор, ратифициран 1375 с Гийом д'Острван (бъдещ Гийом II, херцог на Бавария-Щраубинг или Гийом IV, граф на Ено);
- Луи I Орлеански (* 13 март 1372; † 23 ноември 1407), първи херцог на Турен (1386), като Луи I първи херцог на Орлеан (1392), основател на Орлеанския клон на Дом Валоа
- Изабела (* 1373; † 1378)
- Катерина (* 4 февруари 1378; † октомври или ноември 1388), ∞ 5 август 1386 за братовчед си Жан II дьо Бери (* 1363; † 1401/1402), граф на Монпансие, внук на френския крал Жан II и Бона Люксембургска.